# August Aichhorn
August Aichhorn (Bécs, 1878. július 27. – Bécs, 1949. október 13.) osztrák gyógypedagógus, a pszichopedagógia és a kriminálpedagógia művelője.

## Életpályája
Pályakezdő éveiben bécsi általános iskolákban tanított, reformpedagógiai módszerekkel is kísérletezett nem túl eredményesen. 1918-ban szintén Bécsben a hagyományos javítóintézetektől eltérő, modern nevelőotthont alapított elhagyott, züllött fiataloknak, amelyet az első világháború utáni években a „humánus embervezetés templomá”-nak neveztek. A két év múlva új helyen (St. Andräe-ben) folytatott kísérlet abbamaradt, az intézményt felszámolták. August Aichhorn a gyermek- és ifjúságvédelem területén hivatalnokként folytatta munkáját, és mintaszerű tanácsadást létesített és vezetett nehezen nevelhető gyermekek szüleinek. Sigmund Freud tanításait és saját tapasztalatait ötvözte. A „pszichoanalitikus pedagógia” egyik megalkotójaként tartják számon. Bécs városa hálából „tiszteletbeli professzorá”-vá fogadta.

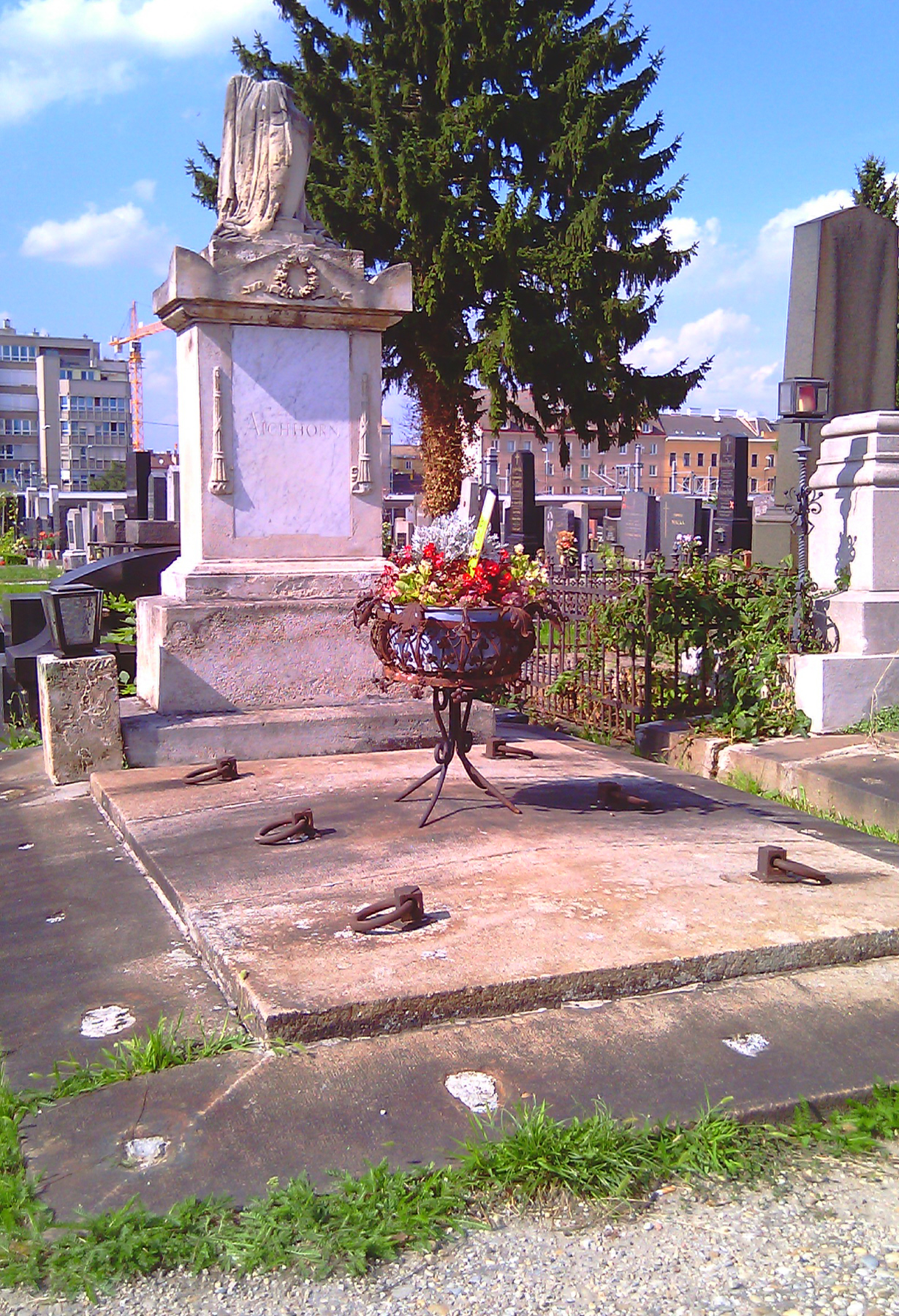
Sírja Bécsben

Az ő pszichoanalitikus oktatási módszere számos nemzetközileg is elismert oktatóéval rokonvonásokat mutat, köztük Homer Lane, Anton Szemjonovics Makarenko, Alexander Sutherland Neill.
August Aichhorn tanulmányait angol, francia, spanyol, finn, svéd stb. nyelvekre lefordították.

## Köteteiből
- Verwahrloste Jugend. Bern-Stuttgart, 1925. (1. kiad.)
- Verwahrloste Jugend : : die Psychoanalyse in der Fürsorgeerziehung : zehn Vorträge zur ersten Einführung / August Aichhorn ; mit einem Geleitwort von Sigmund Freud. Leipzig : Internationaler Psychoanalytischer Verlag, 1925. 290 p.; u.a.

angol nyelven
- Wayward youth / August Aichhorn ; foreword by Sigmund Freud ; pref. by K. R. Eissler. Revised and adapted from the 2d German edition. London : Imago Pub. Co., 1951. 236 p.